# Beroe (Amme der Semele)
Beroe (altgriechisch Βερόη Beróē) ist in der griechischen Mythologie die Amme der Semele, einer Geliebten des Zeus.
Ovid und Hyginus Mythographus berichten, dass Hera, die eifersüchtige Gattin des Zeus, die Gestalt Beroes annimmt und Semele in dieser Gestalt dazu überredet, eine Bitte an Zeus zu richten: Um sich zu überzeugen, dass es sich bei ihm wirklich um Zeus handelt, solle er sich ihr in seinem ganzen Glanz zeigen. Da sie sich die Bitte von Zeus nicht wieder ausreden lässt, erfüllt er ihr den Wunsch, woraufhin Semele von seinem Glanz vernichtet wird.
Nonnos von Panopolis erwähnt ebenfalls eine Amme der Semele, die bei ihm jedoch namenlos bleibt.